# Le Diable au couvent
Le diable au couvent és un curtmetratge mut en blanc i negre francès escrit, dirigit i protagonitzat per Georges Méliès el 1899.

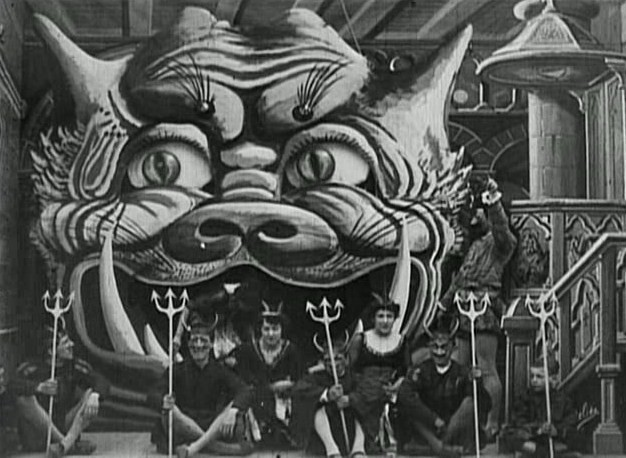
Invocation des diablotins.

## Argument
El diable entra en un convent i espanta a les monges. Després arriben més diables. Finalment, els monjos aconsegueixen fer-los desaparèixer mostrant-los crucifixs.

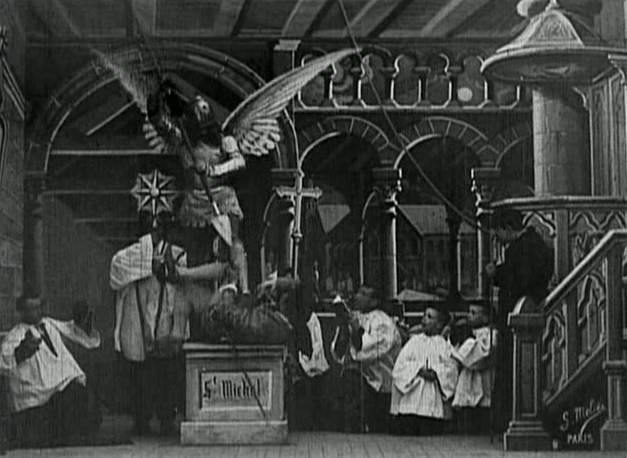
Sant Miquel ferint el diable.

## Producció
Segons alguns crítics de cinema, Le Diable au convent parodia la vida monàstica, presentant una visió satírica de l'Església catòlica. Gairebé amb certesa, Méliès es trobava d'acord amb el sentiment antieclesiàstic que va prevaler durant el cas Dreyfus, que es va donar en 1898 i 1899: Méliès va donar suport al cas de Alfred Dreyfus, mentre que l'Església s'hi va oposar. Méliès va fer una altra sàtira religiosa, La Tentation de saint Antoine el mateix any, así como su serie de películas L'Affaire Dreyfus.
La pel·lícula podia haver estat inspirada en part per les produccions fantasmagòriques del mag francès Étienne-Gaspard Robert, conegut pel nom artístic de "Robertson". El mateix Méliès interpreta al Diable en la pel·lícula, i en aquesta va utilitzar en nombroses escenes la tècnica del pas de manovella per a fer aparèixer i desaparèixer personatges i objectes contínuament.

## Estrena i supervivència
Le Diable au convent va ser produïda i estrenada per la Star Film Company de Méliès i està numerat en els 185-187 dels seus catàlegs, on també s'especifiquen les tres escenes de la pel·lícula: 1. Les nonnes, le sermon. 2. Les démons, le sabbat. 3. Le clergé, l'exorcisme.
En 2010, la Cinemateca Basca va rebre una donació d'una caixa de pel·lícules de 35 mm, recuperada per un particular en 1995 d'un contenidor d'escombraries en Bilbao. Es va descobrir que la caixa contenia 32 pel·lícules, incloent-hi còpies colorides a mà de Le Diable au convent i Le Chevalier mystère, un film de Méliès de 1899. Prèviament, tots dos curtmetratges només es trobaven disponibles en versions en blanc i negre. Es va considerar que la impressió acolorida a mà de Le Diable au convent estava en un estat de descomposició massa avançat per a ser restaurada per complet; no obstant això, la tercera escena de la pel·lícula estava en condicions suficients per a ser restaurada. Totes dues pel·lícules van ser confiades a la Filmoteca de Catalunya per al procés de restauració, sota la supervisió de dos experts en l'obra de Méliès, Roland Cosandey i Jacques Malthête.